# 古坑咖啡

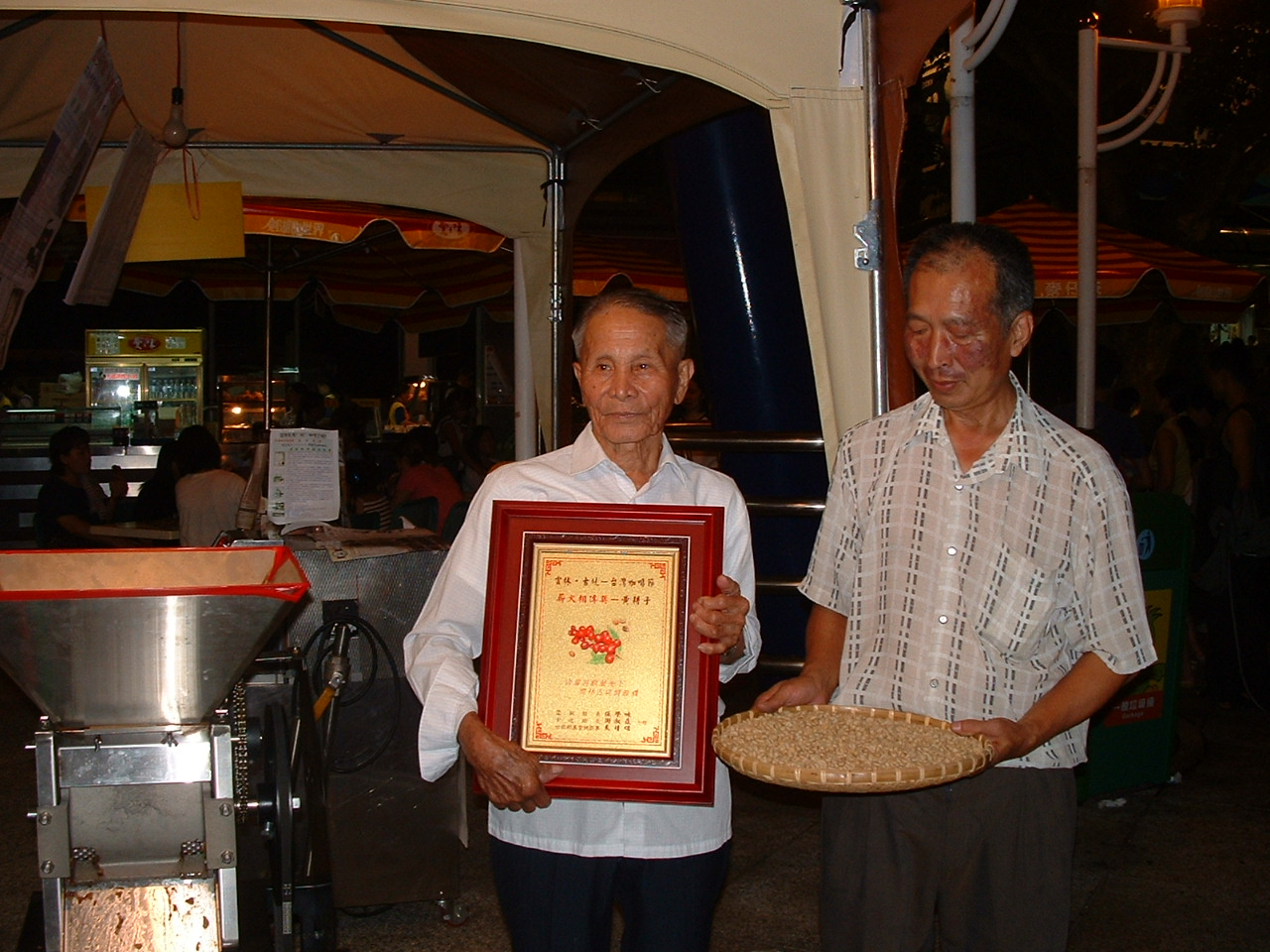
黃耕子2003/10/11/於劍湖山。

古坑咖啡原產於臺灣雲林縣古坑鄉華山地區。正值北回歸線上的古坑，日照和雨量均十分充沛，所產的臺灣原生種的咖啡，甘甜香濃又不苦澀，自有一番臺灣在地的風味。因為意外發現古坑不管氣候、土質或排水都相當適合種植咖啡，古坑鄉成為少數可生產咖啡的地方。古坑咖啡屬於阿拉比卡種，因為烘焙、萃取的方法與時間與其他盛產咖啡產地不同，古坑咖啡具有特殊風味，被譽為「臺灣咖啡的原鄉」。

## 歷史
- 1624年，初期荷蘭人曾引進咖啡，但只限於荷蘭人內部飲用故未能大量推廣。
- 1931年（日昭和6年），「木村」先生在台南州北部，現在的嘉義、雲林古坑一帶種植，並大量栽培。
- 1941年（日昭和16年），達到高峰原豆大部分運回日本。古坑鄉華山地區荷苞山的咖啡種植面積廣達75公頃，全盛時期有「遠東第一大咖啡工廠」之稱。
- 1945年（日昭和20年），戰後，華山地區的咖啡種植面積還曾擴張達113公頃。不過，隨即因為該經濟作物價格滑落，咖啡田多予廢耕或移作他用。
- 2000年（民國89年），直到經中華民國政府宣導，當地農民才又重新廣為種植產銷。
- 2003年（民國92年），雲林縣政府在劍湖山遊樂區舉辦第一屆台灣咖啡節並邀請黃耕子出席，黃君為圖南產業株式會社唯一正職員工，負責咖啡事業。
- 2006年（民國95年），古坑華山地區咖啡種植面積約100公頃，產量10,000餘公斤。